# Ballet del Teatro de La Scala
El Ballet del Teatro de La Scala (en italiano: Corpo di ballo del Teatro alla Scala) es la compañía de ballet clásico residente en La Scala de Milán, Italia. Es una de las compañías de ballet más antiguas y renombradas del mundo. La compañía es anterior al teatro, pero se fundó oficialmente con la inauguración de La Scala en 1778. Numerosos bailarines de primera fila han actuado con la compañía, entre ellos Mara Galeazzi, Alessandra Ferri, Viviana Durante, Roberto Bolle y Carla Fracci. La escuela oficial asociada de la compañía es la Escuela de Ballet del Teatro de La Scala (en italiano: Scuola di Ballo del Teatro alla Scala), constituyente de la Academia del Teatro de La Scala (en italiano: Accademia Teatro alla Scala).
Es una de las compañías de ballet italianas más conocidas, y muchos de sus bailarines han alcanzado fama internacional, como Mara Galeazzi, Alessandra Ferri, Petra Conti, Roberto Bolle, Massimo Murru y, en un pasado reciente, Carla Fracci.
Otras personalidades de la historia del ballet clásico asociadas al corpo di ballo han sido los maestros y coreógrafos Carlo Blasis y Enrico Cecchetti, las bailarinas Carlotta Grisi, Caterina Beretta, Carlotta Brianza y la prima ballerina assoluta Pierina Legnani, entre muchos otros.
Aunque la compañía solo se fundó oficialmente tras la inauguración del Teatro alla Scala en 1778, su historia se remonta a las cortes renacentistas de Italia, especialmente en el espléndido palacio de la familia Sforza en Milán, donde nació el ballet clásico propiamente dicho como una forma de arte que más tarde se perfeccionaría en la corte francesa de Luis XIV. El primer núcleo de la compañía fue llevado a Milán por el coreógrafo Gasparo Angiolini entre 1779 y 1789, como parte de su reforma de la ópera seria. Milán fue también la cuna de Salvatore Viganò, que experimentó su interpretación personal del ballet d'action (al que llamó "coreodramma"); esto, a su vez, inspiró más tarde a Carlo Blasis y a otros coreógrafos.
Muchos coreógrafos modernos han colaborado con el corpo di ballo, como George Balanchine y Roland Petit, a menudo para crear ballets únicos para la compañía y sus étoiles.
El repertorio de la compañía incluye tanto ballets clásicos como piezas más modernas; entre ellas: Giselle, El lago de los cisnes, La fierecilla domada, Carmen, Onegin, Tema y variaciones, y muchas más.
Muchos de los miembros de la compañía proceden de la Scuola di Ballo del Teatro alla Scala.